# Kwekwe
Kwekwe (anciennement Que Que) est une ville industrielle de la province de Midlands, au Zimbabwe. Sa population s'élevait à 93 072 habitants en 2002.

## Géographie
Kwekwe est située à mi-chemin entre les deux principales villes du pays : à 180 km au sud-ouest de Harare et à 189 km au nord-est de Bulawayo.

## Nom
Épelé Que Que lors de sa fondation en 1898, cette ville minière et industrielle tient son nom d'un mot zoulou, isikwekwe. La croyance populaire veut Kwekwe/Que Que provient du bruit rauque fait par les grenouilles vivant à proximité de la rivière.